# Железничар (футбольный клуб, Ниш)
«Железничар» Hиш (серб. ФК Жeлезничap Hиш) — бывший сербский футбольный клуб из города Ниш, в Нишавском округе в центральной Сербии. Домашние матчи проводил на стадионе «Царске пруге», вмещающем 5 000 зрителей.

## История
Клуб основан в 1928 году, после Второй мировой войны «Железничар» на короткое время был переименован в «14 октября» и под этим именем клуб провёл единственный в своей истории сезон в высшем дивизионе чемпионата Югославии, в сезоне 1946/47 он занял в нём 13-м из 14 команд. В последующие годы клуб особых успехов не добивался, выступая в низших лигах. 6 сентября 2009 года клуб был расформирован, в 2011 году воссоздан и начал свое выступление в региональной лиге Ниша.